# Gare de Tiercé
Gare de Tiercé vasútállomás Franciaországban, Tiercé településen.

## Vasútvonalak
Az állomást az alábbi vasútvonalak érintik:
- Le Mans–Angers-vasútvonal

## Kapcsolódó állomások
A vasútállomáshoz az alábbi állomások vannak a legközelebb:
- Gare d’Étriché - Châteauneuf (Gare du Mans, Le Mans–Angers-vasútvonal)
- Gare du Vieux-Briollay (Gare d’Angers-Maître-École, Le Mans–Angers-vasútvonal)